# First National State Bank Building
El First National State Bank Building está ubicado en 810 Broad Street en Newark, en el estado de Nueva Jersey (Estados Unidos). El edificio fue diseñado por Cass Gilbert y fue construido en estilo neoclásico en 1912. El edificio mide 45,72 metros de altura y tiene doce pisos con un marco de acero y una fachada de mampostería aplicada. Fue agregado al Registro Nacional de Lugares Históricos el 10 de agosto de 1977. Se encuentra adyacente a la Antigua Primera Iglesia Presbiteriana.
Después de permanecer abandonado durante muchos años, aunque la planta baja fue ocupada por una serie de establecimientos minoristas, el edificio fue renovado y convertido en un Hotel Indigo por Hanini Developers y abrió en agosto de 2014.